# لودون هایتس (ویرجینیا)
لودون هایتس (به انگلیسی: Loudoun Heights) یک منطقهٔ مسکونی در ایالات متحده آمریکا است که در شهرستان لادن، ویرجینیا واقع شده‌است.